# Garcinia planchonii
Garcinia planchonii är en tvåhjärtbladig växtart som beskrevs av Jean Baptiste Louis Pierre. Garcinia planchonii ingår i släktet Garcinia och familjen Clusiaceae. Inga underarter finns listade i Catalogue of Life.